# Alisha Klass
Alisha Klass (Chino, California; 3 de enero de 1972) es una actriz pornográfica estadounidense. Ha desarrollado principalmente su carrera entre 1997 y el año 2000.

## Biografía
Fue educada en su infancia por su abuela, ya que a la edad de dos años su padre mató a su madre para acto seguido suicidarse. Después de graduarse en Secundaria en el Instituto, se marchó a Las Vegas para trabajar como estríper y trabajadora sexual. Después de terminar con ambos trabajos, se graduó como diseñadora de moda en el Fashion Institute of Design and Merchandising de California.

### Carrera como actriz porno
Klass fue introducida en la pornografía por Ron Jeremy mientras trabajaba en un club. Saltó a la fama de la mano del productor/director Adam Glasser, más conocido como Seymore Butts, con quien mantuvo una relación sentimental que terminó en disputas con eco mediático.
Se dio a conocer por su habilidad en el sexo anal, A2M y su habilidad para eyacular varias veces.
Klass tuvo un romance complicado con Glasser durante un tiempo, hasta que en agosto de 2000, rompió la relación. La ruptura no fue amistosa, provocándole diversos problemas. Así, Glasser hizo público que Alisha Klass no solía usar condones de manera regular y que había tenido una affaire con Jackie Martling del Show de Howard Stern. Klass, por su parte, le acusó de tener varias peleas con su anterior pareja, Taylor Hayes, debido a problemas con la manutención del hijo de ambos, Brady, y de gritarle obscenidades (desde su coche) mientras ella limpiaba las ventanas de su apartamento.
En julio de 2000, un mes después de romper su relación con Glasser, dejó de hacer películas pornográficas. Apareció entonces en películas de cine convencional como "The Center of the World" y en algunas escenas para la película "Cruel Intentions" que no fueron incluidas en el film (pero sí en la edición en DVD). Después de dejar a Glasser, aprovechó para modificar un tatuaje con su nombre por otro donde salía un delfín.
Klass tuvo un breve romance con el actor Bruce Willis en 2001. En esa época, también trabajó en el show Inside Adult de Playboy TV.
Tuvo un programa de radio en Los Ángeles, "The Beat FM"; el cual se emitía los viernes por la noche y que trataba temas sexuales.

## Premios
- 1998 Premio XRCO a la Mejor escena de sexo/DP por The sphinc door
- 1999 Premio AVN a la Mejor escena de sexo anal.
- 1999 Premio AVN a la Mejor escena de sexo en grupo.
- 1999 Premio AVN a la Mejor actriz revelación.
- 2000 Premio AVN a la Mejor escena lésbica.
- 2000 Premio AVN a la Mejor escena de sexo en grupo.